# Cung điện ở Stronie Śląskie
Cung điện ở Stronie Śląskie (tiếng Ba Lan: Pałac w Stroniu Śląskim)  là một cung điện ở thị trấn Stronie Śląskie, quận Kłodzko, tỉnh Dolnośląskie, Ba Lan. Hiện tại, công trình kiến trúc này là trụ sở của chính quyền địa phương. Chủ sở hữu nổi tiếng nhất của cung điện là Công chúa Hà Lan Marianna Orańska. Cung điện là một phần trong khu phức hợp trang viên trước đây, bao gồm một công viên, một nhà thờ Tin lành, một nhà nguyện cho Thánh Onuphrius và các trang trại.

## Lịch sử hình thành
Vào ngày 8 tháng 4 năm 1838, Công chúa Marianna Orańska mua lại một khu điền trang từ một hiệp sĩ của làng Strachocin. Cùng năm đó, một cung điện mùa hè đơn giản được xây dựng ở nơi đây. Cung điện được lên kế hoạch sử dụng cho các chuyến lưu trú định kỳ của chủ nhân. Công trình kiến trúc này được thiết kế ở Berlin, theo phong cách tân cổ điển, bởi một trong những kiến trúc sư cũng đến từ Berlin. Một công viên sau đó được thành lập bên cạnh cung điện. Vào năm 1910, cung điện được xây dựng lại. Đây là một cung điện đơn giản với diện tích tương đối nhỏ, được xây dựng trên một mặt phẳng hình chữ nhật và được lợp bằng mái hông (mái nhà dốc ở 4 góc). Phía trước cung điện còn có một đài phun nước.